# Le Crâneur
Pour plus de détails, voir Fiche technique et Distribution.
Le Crâneur est un film français réalisé par Dimitri Kirsanoff et sorti en 1955.

## Résumé
Ancien cascadeur, Philippe a pour maîtresse Betty, danseuse dans la boîte de nuit de Pigalle à l'enseigne Le Toboggan. Après avoir fait la connaissance du patron de cet établissement, Georges, également trafiquant de drogue. Philippe se laisse convaincre d'entrer dans le réseau de criminels.
Lorsque Betty lui propose de s'emparer de la prochaine livraison de drogue, et de s'enfuir avec elle pour ouvrir un commerce en province avec le montant de la revente, Philippe accepte dans un premier temps. Mais s'étant épris entre-temps de Juliette, une chanteuse qui vient d'être embauchée au "Toboggan", il abandonne Betty dans un hôtel et décide de revenir dans le droit chemin.
Également amoureux de Juliette, Georges assassine Betty parce qu'elle voulait le "doubler", et il met au point une machination pour faire accuser Philippe afin d'être débarrassé de ce rival. Mais celui-ci parvient à échapper à la police. Georges projette alors de tuer Philippe en maquillant sa mort en accident de la circulation. Mais celui-ci prend les devants en provoquant lui-même l'accident alors que la voiture des malfaiteurs est lancée à vive allure. Légèrement blessé, Philippe est le seul à survivre à l'accident.
Disculpé de l'assassinat de Betty par le témoignage de Juliette, il devra payer sa dette à la société avant de pouvoir mener une vie désormais honnête avec cette dernière.

## Fiche technique
- Titre : Le Crâneur
- Réalisation : Dimitri Kirsanoff, assisté de Tony Saytor, Pierre Simon
- Scénario : Jacques Companeez
- Adaptation et dialogues : Louis Martin et Claude Desailly
- Décors : Robert Hubert, assisté de Fred Marpaux
- Costumes : Jacques Heim, Alwyn
- Photographie : Roger Fellous
- Opérateur : Maurice Fellous, assisté de Claude Lecomte, Raymond Lemoigne
- Musique : Marc Lanjean (éditions Transatlantiques)
- Chanson : Chanson pour l'Auvergnat de Georges Brassens
- Montage : Monique Kirsanoff, assistée d'Armand Psenny
- Son : Pierre-Henry Goumy, assisté d'Alex Bodik, Urbain Loiseau et Pierre Lauer
- Maquillage : Louis Dor
- Coiffure : Maud Bégon
- Photographe de plateau : Henry Thibault
- Script-girl : Simone Pêche
- Régisseur : Michel Monbailly, assisté de Marc Monta
- Régisseur extérieur : Pierre Lefait
- Accessoiriste : Rudy Le Roy
- Chef comptable : Marthe Karcher
- Chef électricien : André Saucet
- Sociétés de production : Vascos-Films, Hoche Production
- Chef de production : Jean Lefait, Ray Ventura
- Directeur de production : Raymond Logeart
- Secrétaire de production : Édith Tertza
- Distribution : Les Films Corona
- Tournage du 13 décembre 1954 au 22 janvier 1955 dans les Studios de Billancourt
- Tirage : Laboratoire SIM à Saint-Maur-des-Fossés
- Pays :  France
- Enregistrement sur Western Electric
- Format : Noir et blanc - 1,37:1 - 35 mm - Son mono
- Genre : Policier
- Durée : 95 minutes
- Première présentation :
  - France - 26 août 1955
- Visa d'exploitation : 16365
- Affiches : André Bertrand, Clément Hurel, Jean Mascii (France)

## Distribution
- Marina Vlady : Juliette, la jeune chanteuse de la boîte (elle chante La chanson pour l'Auvergnat de Georges Brassens, qui l'enregistrera la même année)
- Raymond Pellegrin : Philippe, l'ancien pilote cascadeur, amant de Betty
- Paul Frankeur : Georges, le patron du "Toboggan", la boîte de nuit
- Dora Doll : Betty Bell, la danseuse de la boîte
- Hélène Vallier : Paule, la sœur de Juliette
- Alain Nobis : Alex, l'impresario de la boîte et homme de main de Georges
- Georges Lannes : Le commissaire Godet
- Jacques Muller : Bébert, l'homme de main d'Alex
- Robert Le Béal : L'Anglais qui découvre le cadavre
- Géo Dorlis : L'animateur de la boîte de nuit
- Paul Demange : Le concierge de l'hôtel
- René Bergeron : L'hôtelier de la porte d'Italie
- Marcel Portier : L'homme qui a sommeil et mal aux pieds
- Luc Andrieux : Willy, le barman de la boîte
- Robert Balpo : Un spectateur de la boîte
- Edmond Cheni : Un invité à l'anniversaire de Georges
- Nicky Voillard : Une invitée à l'anniversaire de Georges
- Jo Charrier : Un homme à l'anniversaire de Georges
- René Hell : Un invité à l'anniversaire de Georges
- Franck Maurice : Un gendarme en faction
- Simone Logeart
- Suzy Rossi
- Robert Sandrey
- Paul Violette
- Guy Dakar

## Autour du film
Sœurs dans ce film, Marina Vlady et Hélène Vallier sont également sœurs dans la vie (Poliakoff).